# All American: Homecoming
All American: Homecoming est une série télévisée américaine en 41 épisodes de 42 minutes créée par Nkechi Okoro Carroll et diffusée entre le 21 février 2022 et le 30 septembre 2024 sur le réseau The CW.
En France, elle est diffusée à partir du 22 février 2022 sur le service Salto en VOSTFr. Elle reste inédite dans les autres pays francophones.
Il s'agit du spin-off de la série All American.

## Synopsis
Le spin-off de la série All American suit Simone, une jeune espoir du tennis de Beverly Hills et Damon un joueur de baseball d'élite de Chicago. Alors qu'ils doivent faire face à leur carrière sportive dans le monde universitaire, ces deux jeunes entrent dans la vie active.

## Distribution

### Acteurs principaux
- Geffri Maya (VF : Amélia Ewu) : Simone Hicks
- Peyton Alex Smith (VF : Diouc Koma) : Damon Sims (saisons 1 et 2, invité saison 3)
- Kelly Jenrette (en) (VF : Delphine Braillon) : Amara Patterson (saisons 1 et 2, récurrente saison 3)
- Cory Hardrict (VF : Stéphane Pouplard) : Coach Marcus Turner
- Sylvester Powell (VF : Jhos Lican) : Jessie Raymond, Jr.
- Camille Hyde (VF : Angèle Humeau) : Thea Mays
- Mitchell Edwards (VF : Vincent Touré) : Cameron « Cam » Watkins
- Netta Walker (VF : Alice Taurand) : Keisha McCalla
- Rhoyle Ivy King (en) (VF : Jonathan Gimbord) : Nathaniel Hardin (saisons 2 et 3, récurrent saison 1)
- Martin Bobb-Semple (VF : Mathias Timsit) : Orlando « Lando » Johnson (saison 3, récurrent saisons 1 et 2)

### Acteurs récurrents
- John Marshall Jones (VF : Jean-Paul Pitolin) : Leonard Shaw (saisons 1 et 2)
- Tamberla Perry (VF : Marie-Frédérique Habert) : Keena Sims (saison 1)
- Leonard Roberts (VF : Nicolas Justamon) : Président Zeke Allen (saisons 1 et 2)
- Derek Rivera (VF : Kévin Goffette) : Santiago Reyes
- Sabrina Revelle (VF : Anne Dolan) : Coach Elaine Loni
- Robert Bailey, Jr. (en) (VF : Juan Llorca) : Ralph Wells (saisons 1 et 2)
- Iyana Halley (VF : Esthèle Dumand) : Wilinda (saisons 1 et 2)
- Joe Holt (VF : Roland Timsit) : Jessie
- Crystal Lee Brown (VF : Nathalie Doudou) : Celine (saisons 1 et 2)
- Shelli Boone (VF : Déborah Claude) : Tina Hicks
- Heather Lynn Harris (VF : Hortense Marin) : Gabrielle
- Renee Harrison (VF : Sophie Faguin) : Aqueelah (saisons 1 et 2)
- Jamad Mays (VF : Thierno Ba) : Rome (saison 2)
- Diahnna Nicole Baxter (VF : Armelle Gallaud) : Dr Pace (saison 2)
- Taylor Polidore (VF : Kaïna Blada) : Tootie (saisons 2 et 3)
- Blake Brewer (VF : Baptiste Marc) : Nico Logan (saison 2)
- Alana Kay Bright (VF : Sophie Planet) : Melody (saison 2)
- Mychala Lee : Eva (saison 3)
- Cameron Elie : Noah (saison 3)

### Invités
- Michael Evans Behling (VF : Jim Redler) : Jordan Baker (saison 1)
- Daniel Ezra (VF : Eilias Changuel) : Spencer James (saison 2)
- Greta Onieogou (VF : Aurélie Konaté) : Layla Keating (saison 2)
- Reggie Bush : lui-même (saison 2)
- Coco Gauff (VF : Marie Courandière) : elle-même (saison 2)

 Source et légende : version française (VF) sur RS Doublage

## Production

### Développement
Le 18 décembre 2020, il a été annoncé que la chaine The CW était en train de développer un pilote pour un spin-off sur le personnage de Simone Hicks, interprété par Geffri Maya. Le 1er février 2021, The CW a donné une commande du pilote au spin-off et l'a intitulé All American : Homecoming. Le 24 mai 2021, la série dérivée a été commandée. Le pilote devrait être diffusé le 5 juillet 2021 dans la troisième saison de All American. La série commence sa diffusion le 21 février 2022.
Le 12 mai 2022, la série est renouvelée pour une seconde saison.
Le 12 juin 2023, la série est renouvelée pour une troisième saison de treize épisodes.
Le 5 juin 2024, la série est annulée après trois saisons.

### Attribution des rôles
Le 29 mars 2021, Peyton Alex Smith, Cory Hardrict, Kelly Jenrette (en), Sylverser Powell, Netta Walker et Camille Hyde ont été choisis pour jouer dans le pilote.
Le 16 décembre 2021, il a été annoncé que Mitchell Edwards, qui revient en tant que Cam Watkins de All American, devrait reprendre son rôle dans cette série. Le 28 janvier 2022, il a été rapporté que Tamberla Perry avait rejoint la distribution dans un rôle récurrent.

## Épisodes
| Saisons | Saisons | Nombre d'épisodes | Diffusion originale sur The CW | Diffusion originale sur The CW | Diffusion en VF | Diffusion en VF  |
| Saisons | Saisons | Nombre d'épisodes | Début de saison                | Fin de saison                  | Début de saison | Fin de saison    |
| ------- | ------- | ----------------- | ------------------------------ | ------------------------------ | --------------- | ---------------- |
|         | Pilote  | 1                 | 5 juillet 2021                 | 5 juillet 2021                 | 22 octobre 2021 | 22 octobre 2021  |
|         | 1       | 13                | 21 février 2022                | 23 mai 2022                    | 7 octobre 2022  | 11 novembre 2022 |
|         | 2       | 15                | 10 octobre 2022                | 27 mars 2023                   | NC              | NC               |
|         | 3       | 13                | 8 juillet 2024                 | 30 septembre 2024              | NC              | NC               |

### Pilote hors-saison (2021)
Note : Le pilote (Backdoor) est le dix-septième épisode de la troisième saison, de la série All American. Il a été diffusé le 5 juillet 2021 sur The CW.
| #  | №  | Titre                                          | Réalisation     | Scénario             | Date           | Audience |
| -- | -- | ---------------------------------------------- | --------------- | -------------------- | -------------- | -------- |
| 49 | 17 | Bienvenue à Bringston All American: Homecoming | Michael Schultz | Nkechi Okoro Carroll | 5 juillet 2021 | 580 000  |

### Première saison (2022)
| №  | Titre                                    | Réalisation       | Scénario                              | Date            | Audience |
| -- | ---------------------------------------- | ----------------- | ------------------------------------- | --------------- | -------- |
| 1  | Des débuts difficiles Start Over         | Michael Schultz   | Nkechi Okoro Carroll                  | 21 février 2022 | 470 000  |
| 2  | La Reine du Court Under Pressure         | Kelli Williams    | Marqui Jackson                        | 28 février 2022 | 400 000  |
| 3  | Gagnant-Gagnant Love and War             | Sheelin Choksey   | Cam'ron Moore                         | 7 mars 2022     | 410 000  |
| 4  | Le week-end des anciens If Only You Knew | Oz Scott          | Alison McKenzie                       | 14 mars 2022    | 440 000  |
| 5  | Blackout Truth Hurts                     | Michael Schultz   | Holli Overton                         | 21 mars 2022    | 420 000  |
| 6  | La gloire de ma mère Family Affair       | Ryan Zaragoza     | Jeffrey David Thomas                  | 28 mars 2022    | 380 000  |
| 7  | Le test ADN Godspeed                     | David McWhirter   | Charia Rose                           | 11 avril 2022   | 330 000  |
| 8  | Parle avec lui Just A Friend             | Dawn Wilkinson    | Megan McNamara                        | 18 avril 2022   | 300 000  |
| 9  | Le doute s'installe... Ordinary People   | Christine Swanson | Cam'ron Moore & Alison McKenzie       | 25 avril 2022   | 380 000  |
| 10 | Changer la donne Move On                 | Eric Dean Seaton  | Hollie Overton                        | 2 mai 2022      | 340 000  |
| 11 | Et maintenant ? What Now?                | Nikhil Paniz      | Jeffrey David Thomas & Charia Rose    | 9 mai 2022      | 310 000  |
| 12 | Confessions                              | Benny Boom        | Marqui Jackson                        | 16 mai 2022     | 400 000  |
| 13 | Le moment de vérité Irreplaceable        | Christine Swanson | Nkechi Okoro Carroll & Megan McNamara | 23 mai 2022     | 480 000  |

### Deuxième saison (2022-2023)
Une deuxième saison a été annoncée en mai 2022. Elle est diffusée du 10 octobre 2022 au 27 mars 2023.
| #  | №  | Titre                                                 | Réalisation                 | Scénario                               | Date             | Audience |
| -- | -- | ----------------------------------------------------- | --------------------------- | -------------------------------------- | ---------------- | -------- |
| 14 | 1  | Nous avons besoin d'une solution We Need a Resolution | Michael Schultz             | Nkechi Okoro Carroll                   | 10 octobre 2022  | 350 000  |
| 15 | 2  | No Love                                               | Ryan Zaragoza               | Cam'ron Moore                          | 17 octobre 2022  | 270 000  |
| 16 | 3  | Moi, moi et moi Me, Myself & I                        | Christine Swanson           | Alison McKenzie                        | 24 octobre 2022  | 400 000  |
| 17 | 4  | Nous ne serons pas émus We Shall Not Be Moved         | David McWhirter             | Marqui Jackson                         | 7 novembre 2022  | 360 000  |
| 18 | 5  | titre français inconnu No More Drama                  | Nikhil Paniz                | Lamont Magee                           | 14 novembre 2022 | 410 000  |
| 19 | 6  | titre français inconnu Free Your Mind                 | Keesha Sharp                | Charia Rose & Megan McNamara           | 21 novembre 2022 | 330 000  |
| 20 | 7  | titre français inconnu Integrity                      | Steve Acevedo               | Hollie Overton                         | 28 novembre 2022 | 310 000  |
| 21 | 8  | titre français inconnu Rock the Boat                  | Christine Swanson           | Cam'ron Moore & Jeffrey David Thomas   | 23 janvier 2023  | 330 000  |
| 22 | 9  | titre français inconnu Hard Place                     | Michael Schultz             | Alison McKenzie & Christopher N. Corte | 30 janvier 2023  | 390 000  |
| 23 | 10 | titre français inconnu Dance with My Father           | Leon Lozano                 | Marqui Jackson & Lamont Mage           | 6 février 2023   | 380 000  |
| 24 | 11 | titre français inconnu I Can Tell                     | Charissa Sanjarernsuithikul | Megan McNamara                         | 13 février 2023  | 400 000  |
| 25 | 12 | titre français inconnu Behind the Mask                | Sylvain White               | Jefferey David Thomas                  | 20 février 2023  | 440 000  |
| 26 | 13 | titre français inconnu Lose to Win                    | Avi Youabian                | Charia Rose                            | 13 mars 2023     | 410 000  |
| 27 | 14 | titre français inconnu Stand Up for Something         | David Ramsey                | Hollie Overton                         | 20 mars 2023     | 360 000  |
| 28 | 15 | titre français inconnu Diary                          | Ryan Zaragoza               | Marqui Jackson                         | 27 mars 2023     | 360 000  |

### Troisième saison (2024)
Cette dernière saison est diffusée depuis le 8 juillet 2024 et se terminera le 30 septembre 2024 avec 13 épisodes.
| #  | №  | Titre                                          | Réalisation                 | Scénario                     | Date              | Audience |
| -- | -- | ---------------------------------------------- | --------------------------- | ---------------------------- | ----------------- | -------- |
| 29 | 1  | titre français inconnu Ready or Not            | Nikhil Paniz                | Nkechi Okoro Carroll         | 8 juillet 2024    | 270 000  |
| 30 | 2  | titre français inconnu Level Up                | Nikhil Paniz                | Alison McKenzie              | 15 juillet 2024   | 300 000  |
| 31 | 3  | titre français inconnu Right My Wrongs         | Avi Youabian                | Megan McNamara               | 22 juillet 2024   | 320 000  |
| 32 | 4  | titre français inconnu Control                 | Avi Youabian                | Megan McNamara               | 29 juillet 2024   | 280 000  |
| 33 | 5  | titre français inconnu Before I Let Go         | Charissa Sanjarernsuithikul | Cam'ron Moore                | 5 août 2024       | 300 000  |
| 34 | 6  | titre français inconnu New Normal              | Charissa Sanjarernsuithikul | Hollie Overton               | 12 août 2024      | 310 000  |
| 35 | 7  | titre français inconnu Lift Me Up              | Eric Dean Seaton            | Alison McKenzie              | 19 août 2024      | 260 000  |
| 36 | 8  | titre français inconnu Have You Seen Her       | Eric Dean Seaton            | Marqui Jackson               | 26 août 2024      | 320 000  |
| 37 | 9  | titre français inconnu Pain Is Inevitable      | Jes Macallan                | Megan McNamara & Charia Rose | 2 septembre 2024  | 210 000  |
| 38 | 10 | titre français inconnu Un-Break My Heart       | Jes Macallan                | Christopher N. Corte         | 9 septembre 2024  | 250 000  |
| 39 | 11 | titre français inconnu After the Love Has Gone | David McWhirter             | Cam'ron Moore                | 16 septembre 2024 | 260 000  |
| 40 | 12 | titre français inconnu I Stand Alone           | David McWhirter             | Hollie Overton               | 23 septembre 2024 | 280 000  |
| 41 | 13 | titre français inconnu Survivor                | Michael Schultz             | Marqui Jackson               | 30 septembre 2024 | 280 000  |